# تفرانت (تافرانت)
تفرانت هي إحدى مشيخات المملكة المغربية، تتبع جغرافيا لإقليم تاونات وإداريًا لتافرانت. يقدر عدد سكانها بـ 1971 نسمة حسب الإحصاء الرسمي للسكان والسكنى لسنة 2004.